# Diechtersmatt

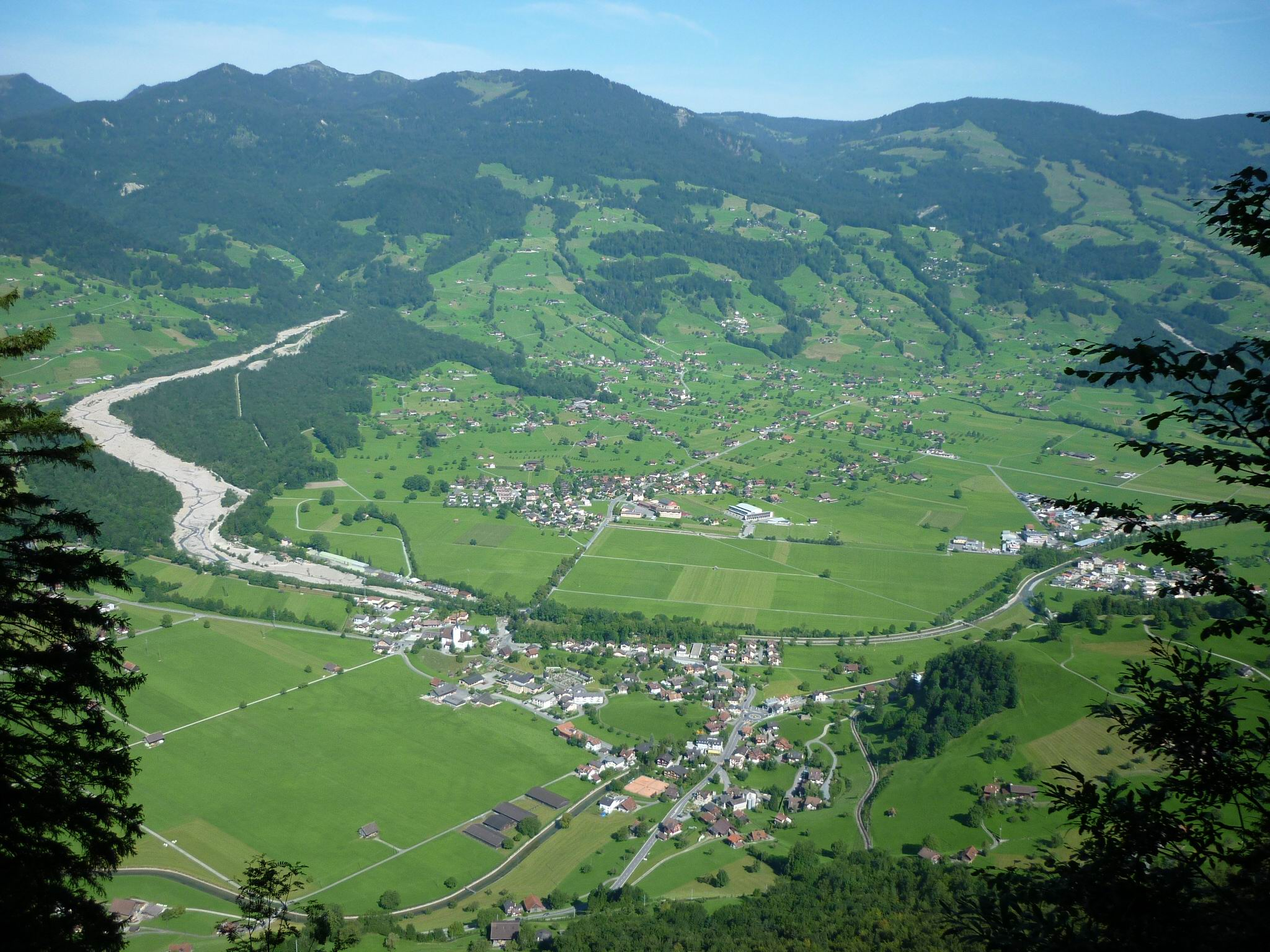
Ansicht von Giswil, rechts Diechtersmatt, im Vordergrund Rudenz

Diechtersmatt ist ein Ortsteil der Gemeinde Giswil im Kanton Obwalden.

## Geographie
Diechtersmatt liegt am Südufer des Sarnersees im östlichen Teil der Gemeinde Giswil. Der Ort ist keine verwaltungstechnisch oder politisch abgegrenzte Einheit von Giswil, daher sind die Grenzen nicht genau festgelegt. Im engeren Sinn besteht Diechtersmatt aus einem geschlossen bebauten Gebiet. Dieses ist mittlerweile entlang der Brünigstrasse mit dem südlicheren Ortsteil Rudenz zusammengewachsen. In Diechtersmatt liegt der Bahnhof Giswil. 
Die Kleine Melchaa verlässt östlich von Diechtersmatt die zuletzt enge Schlucht des Kleinen Melchtals und fliesst dann mitten durch den Ortsteil. Zwischen 1936 und 1984 führten Unwetterereignisse in dem Kleinen Melchtal insgesamt fünfmal zu Überschwemmungen im Siedlungsgebiet von Diechtersmatt. Auch beim Alpenhochwasser 2005 war die Kleine Melchaa zu einem reissenden Strom geworden, und in weiten Teilen des Siedlungsgebietes entstanden grosse Schäden. Daher wurde 2011 zur Verbesserung des Hochwasserschutzes das Wasserbauprojekt Kleine Melchaa gestartet. Die Bauarbeiten mit geplanten Kosten von 16 Millionen Franken enthalten den Bau des Geschiebesammlers Gorgen und eine Verlegung des Gerinnes ab dem Gebiet Gorgen in einer direkten Linienführung in den Sarnersee. Der Geschiebesammler Gorgen hat eine rund 12 Meter hohe und über 100 lange Mauer mit Platz für 70'000 m³ Geschiebe und wird östlich des Ortsteils Diechtersmatt gebaut. Die Bauarbeiten wurden im September 2011 gestartet und sollen bis 2015 abgeschlossen sein.

## Geschichte
Diechtersmatt liegt an dem alten Handelsweg (Brünigroute) von Luzern über den Brünigpass ins Berner Oberland. Etwas nördlich von Diechtersmatt liegt das Zollhaus am Sarnersee, wo früher die Fähre von Alpnachstad anlandete. Bis 1855 bestand dort eine Zollstätte. Das Zollhaus gehört zur Gemeinde Sachseln.

## Sehenswürdigkeiten
Am Bahnhof Giswil in Diechtersmatt beginnt und endet der «Schacherseppli Erlebnisweg», der zu Ehren des verstorbenen Jodlers Ruedi Rymann angelegt wurde.

## Verkehrsanbindung
Diechtersmatt liegt an der Brünigstrasse (Hauptstrasse 4) zwischen Sachseln und Lungern. Seit 2004 entlastet der Umfahrungstunnel Giswil den Ort Diechtersmatt vom Durchgangsverkehr. Der Bahnhof Giswil der Zentralbahn bietet Anschluss an die Strecke nach Luzern und Meiringen. Für die Brünigbahn beginnt unmittelbar südlich des Bahnhofs Giswil die zahnradunterstützte Strecke nach Kaiserstuhl OW und weiter nach Lungern und auf den Brünigpass.
Der Jakobsweg von Stans verläuft durch Diechtersmatt und über den Brünigpass weiter nach Interlaken.